# Belén Scalella
Belén Luana Scalella (Buenos Aires, 19 agosto 1981) è un'attrice e cantante argentina.

## Biografia
I suoi genitori si chiamano Jorge Scalella e Inés Reggiardo, ha due sorelle, Sofía e Victoria. Non ha mai dichiarato la sua data di nascita esatta.
Ha lavorato in Chiquititas 2001 come una fatina magica, apparsa da un libro che aiuterà molto a Juanita. È conosciuta soprattutto per la serie televisiva Rebelde Way nella quale ha interpretato il ruolo di Belén Menendez Pacheco.
Fa parte della band Rolabogan, insieme a Piru Sáez, Francisco Bass, María Fernanda Neil e Jorge Maggio, della telenovela El refugio, nella quale ha interpretato il ruolo di Belu, una dei protagonisti.

## Filmografia

### Televisione
- Chiquititas – serial TV (2000)
- Rebelde Way – serial TV (2003)
- El refugio – serial TV (2006)

## Doppiatrici italiane
Nelle versioni in italiano dei suoi film, Belén Scalella è stata doppiato da:
- Anna Mazza e Monica Bertolotti in Rebelde Way[1]
- Monica Bertolotti in El refugio[2]